# حب الوطن

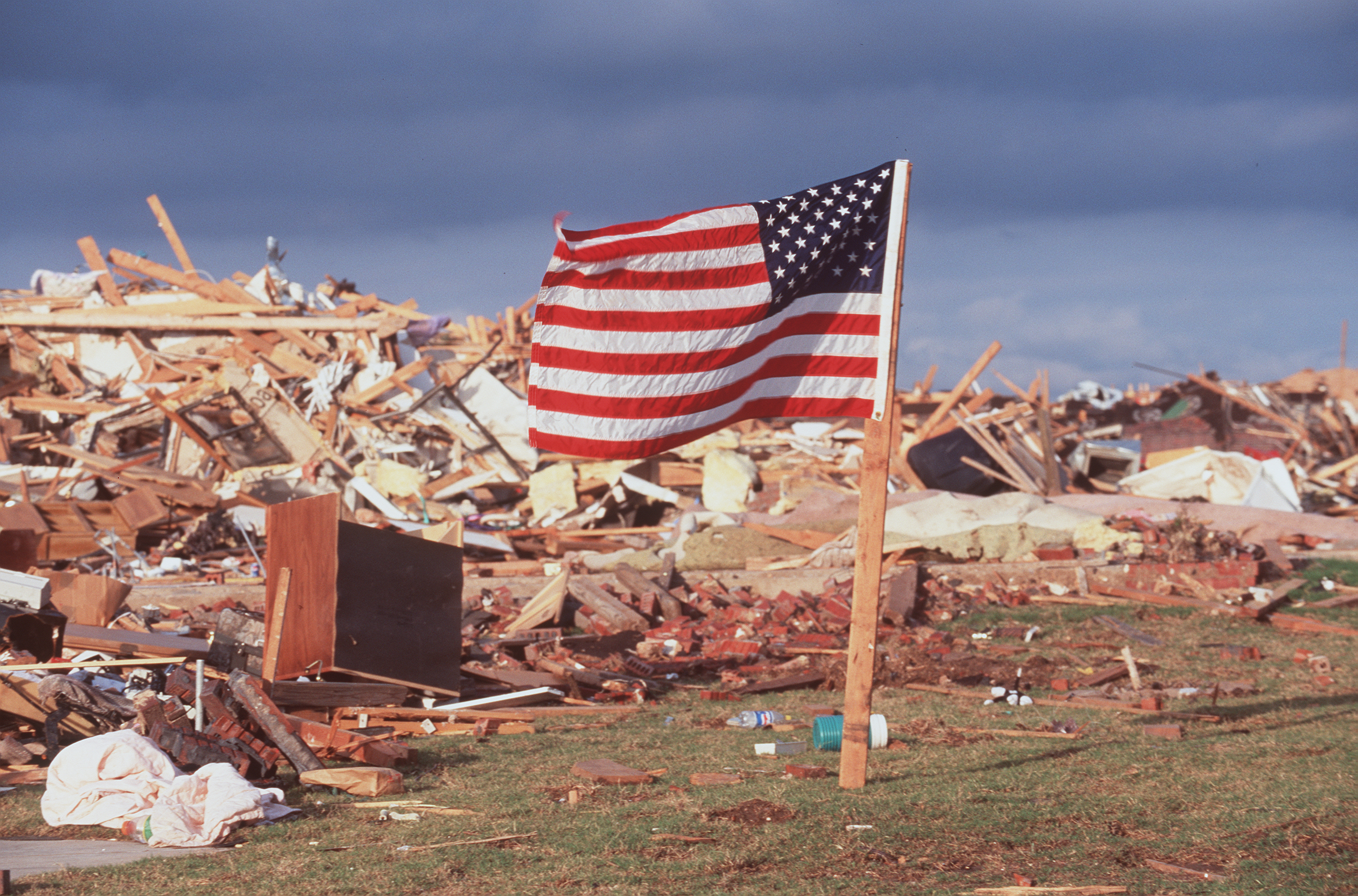
المقيمون في الولايات المتحدة يضعون الأعلام الأميركية في أعقاب الكوارث باعتباره رمزا وطنيا للأمل.

حب الوطن مصطلح متعدد الدلالات، ما بين دلالات إنسانية ثقافية وأحيانًا سياسية، وبعيدا عن اختلافات معنى المصطلح من حيث الجغرافيا، والسياق، والفلسفة، هو شعور عام ينطبق على جميع البلدان والشعوب، والحب الوطني هو إخلاص الشخص لبلده، وهو شعور مرتبط بالوطنية.
المصطلح الأنجليزي (patriot) التي تعني (وطني) ، ظهر لأول مرة في الحقبة الإليزابيثية، عن طريق اللغة الفرنسية الوسطى من اللاتينية (القرن 6) باتريوتا «رجل الوطن»، تأتي من اليونانية πατριώτης «مواطنه» (الوطنيين)، من πατρίς «الوطن». الاسم الظاهر (الوطنية) ظهر في أوائل القرن 18.

## التاريخ

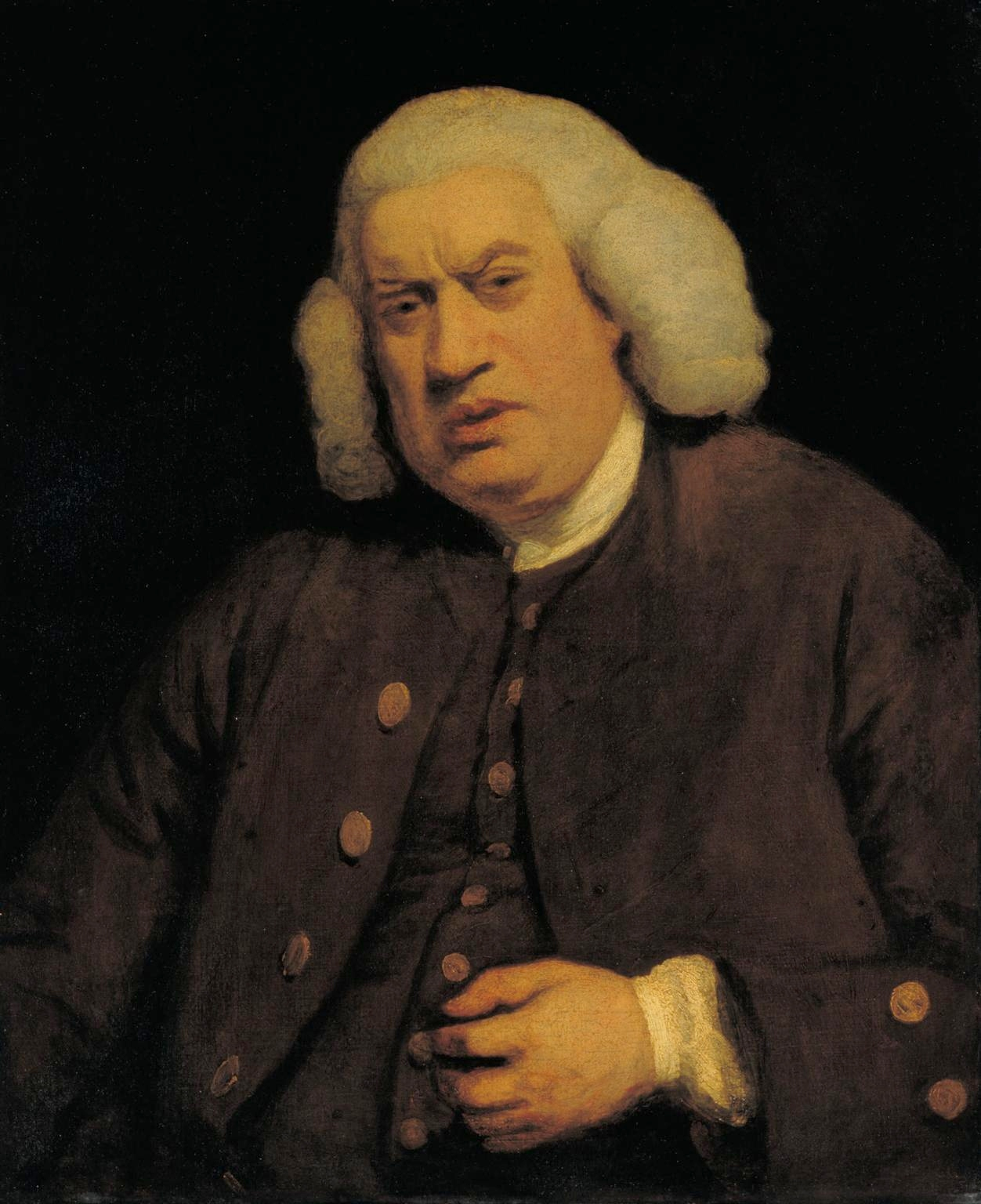
صمويل جونسون الشهير يشير للوطنية باسم «الملجأ الأخير للأوغاد».

في الوطنية الكلاسيكية من القرن 18، كان يعتبر الولاء للدولة أساسا ضد الولاء للكنيسة، اذ لم يكن يسمح لرجال الدين تدريس الوطنية في المدارس العامة، زعما أن غايتهم هي الجنة، حيث لا يمكن أن يزرعوا حب الوطن في طلابهم.كان جان جاك روسو واحدا من الأنصار الأكثر تأثرا بهذا المفهوم الكلاسيكي للوطنية، وعلى العكس، ففي يوم 7 أبريل 1775، أدلى صمويل جونسون بهذا التصريح الشهير، «الوطنية هي الملاذ الأخير للأوغاد».
لم يكن هذا القول كما كان يعتقد على نطاق واسع حول الوطنية عموما، ولكنه حول استخدام مصطلح «الوطنية الكاذبة» من قبل جون ستيوارت، ثالث ايرل بوتيه (وزير باتريوت) وأنصاره؛ جونسون عارض «الوطنيات الذاتية المعلنة» بشكل عام، ولكن قيم ما اعتبره «الوطنية الحقيقية»، ف في فلسفته حب الوطن واجب على كل إنسان فكل فرد يجب عليه للإخلاص في حب وطنه لتنهض الامم وتترقي.

## قضايا فلسفية
يمكن تعزيز الحب الوطني من خلال انتمائه إلى دين وطني (الدين المدني أو حتى الثيوقراطية). هذا هو عكس الفصل بين الكنيسة والدولة التي طالب بها المفكرون التنويريون الذين رأوا بالوطنية والإيمان متضادين. يجادل آخرون، مثل مايكل بيليق أو جين بيثك بأن من الصعب تمييز الفرق، ويعتمد إلى حد كبير على موقف المفكر.

## قضايا معينة لبلد ما
- في الاتحاد الأوروبي، دعا المفكرين مثل هابرماس بالوطنية الأوروبية، ولكن عادة ما يتم توجيه الوطنية في أوروبا إلى القومية، وغالبا ما تتزامن مع النقد القومي الأوروبي.

### الاستطلاعات
لقد حاولت عدة دراسات استقصائية قياس الوطنية لأسباب مختلفة، منها ارتباط موضوعات الحرب الذي وجد به بعض الارتباطات بين الحرب والنزعة الوطنية. النتائج من الدراسات المختلفة تعتمد على الوقت. على سبيل المثال، الحب الوطني في ألمانيا قبل الحرب الكبرى (الحرب العالمية الأولى) في المرتبة الأولى أو بالقرب منها، في حين أنها تحتل المرتبة الدنيا اليوم أو بالقرب منها من الاستطلاعات الوطنية. الجدول أدناه هو نقاط حب الوطن من استطلاع القيم العالمية، ويشير متوسط إجابة السكان ذو الدخل المرتفع على هذا السؤال: «هل أنت فخور بأن تكون [وطني حقيقي]» وهو يتراوح من 1 (غير فخور) إلى 4 (فخور جدا).
| البلد                      | العلامة |
| -------------------------- | ------- |
| أيرلندا                    | 3.74    |
| الولايات المتحدة الأميركية | 3.73    |
| الهند                      | 3.67    |
| جنوب إفريقيا               | 3.55    |
| كندا                       | 3.53    |
| إسبانيا                    | 3,46    |
| المملكة المتحدة            | 3.38    |
| الدانمارك                  | 3.27    |
| إيطاليا                    | 3.25    |
| السويد                     | 3.22    |
| فرنسا                      | 3/18    |
| فنلندا                     | 3.17    |
| بلجيكا                     | 3.07    |
| هولندا                     | -2,93   |
| ألمانيا                    | 2.75    |
| المتوسط                    | 3,26    |

| البلد                      | العلامة |
| -------------------------- | ------- |
| الولايات المتحدة الأميركية | 3.92    |
| فنزويلا                    | 3.73    |
| جنوب إفريقيا               | 3.72    |
| الهند                      | 3.70    |
| بيرو                       | 3.68    |
| سلوفينيا                   | 3.64    |
| بولندا                     | 3.55    |
| أستراليا                   | 3.54    |
| إسبانيا                    | 3.38    |
| الأرجنتين                  | 3.29    |
| السويدية                   | 3.13    |
| مولدوفا                    | 2.98    |
| اليابان                    | 2.85    |
| روسيا                      | 2.69    |
| سويسرا                     | 2.59    |
| لتوانيا                    | 2.47    |
| لاتفيا                     | 2-10%   |
| ألمانيا                    | 1.37    |
| المتوسط                    | 3.12    |

## قراءات إضافية
- عبد الوهاب سعيد اغريب، 'هل حب الوطن فضيلة؟"، في: R. Beiner (محرر)، المواطنة التنظير، 1995، جامعة ولاية نيويورك برس، ص 209-228.
- جوشوا كوهين ومارثا نوسبوم جيم، للحصول على حب الوطن: مناظرات حدود الوطنية، بيكون برس، 1996. ISBN 0-8070-4313-3.
  - يورغن هابرماس، «الملحق الثاني: المواطنة والهوية الوطنية»، في الفترة ما بين حقائق وقواعدها: المساهمات في نظرية الخطاب القانون والديمقراطية، وغير المشبعة. وليام Rehg، معهد ماساتشوستس للتكنولوجيا الصحافة، عام 1996.
- ماوريتسيو Viroli، للحصول على حب الوطن: مقال عن حب الوطن والقومية، مطبعة جامعة أكسفورد، 1997. ISBN 0-19-829358-5.
- دانييل بار تال وارفين شتاوب ووطنية، وادز ورث النشر، 1999. ISBN 0 - 8304 - 1410 - X.
- تشارلز Blattberg، من التعددية إلى السياسة الوطنية: وضع الممارسة أولا، مطبعة جامعة أكسفورد، 2000. ISBN 0-19-829688-6.
- ايغور Primoratz، الطبعة، ووطنية، كتب الإنسانية، 2002. ISBN 1-57392-955-7.
- بول Gomberg، «الوطنية هي مثل العنصرية»، في Primoratz ايجور، الطبعة، ووطنية، كتب الإنسانية، 2002، ص 105-112. ISBN 1-57392-955-7.
- كريغ كالهون، هل حان الوقت ليكون ما بعد القومية؟، والعرق، والقومية، وحقوق الأقليات، (محررون) ستيفن مايو، وطارق Modood سكوايرز جوديث. كامبريدج: كامبردج UP، 2004. ص 231-256. الإنترنت في www.ssrc.org.
- جورج أورويل، " ملاحظات حول القومية "في انكلترا انكلترا لديك ومقالات أخرى، سيكير واربورغ، 1953.